# Ausgrabungen von Aldrans
Ausgrabungen im Ortsgebiet von Aldrans beweisen, dass schon in der Bronzezeit das Inntal auf Grund seiner verkehrsgeografisch günstigen Lage und die hochwassergeschützten Terrassen um den Innsbrucker Talkessel besiedelt wurden. Dazu gehören die Entdeckung von Bronzeobjekten, Helmen, Schwertern, Keramiken, Schmuck und sogar Straßen, die allerdings erst aus der Zeit der Räter, Römer oder aus dem Mittelalter stammen.

## Archäologische Funde
Im Jahre 1914 entdeckten Archäologen nahe den Wiesenhöfen ein Urnengrab. Das Grab enthielt als Beifund ein Messer mit durchlochtem Griffdorn, eine Nadel mit wechselnd tordiertem Hals und die Scherben einer Urne, eines hohen Bechers und einer Schale. Der bedeutsamste Beifund aber war ein Bronzeschwert aus der Urnenfelderzeit. Die Entdeckung dieses Schwertes spielt nicht nur für die Archäologie von Aldrans eine wichtige Rolle, sondern für die ganze Archäologie Österreichs und Deutschlands, da nach diesem Schwert ein eigener Typus (Schwert Typ Aldrans) benannt wurde, der sich von Nordtirol über das Salzburgische und Oberbayern bis nach Böhmen ausbreitet.
Im Jahre 2000 wurden weitere rätische Spuren entdeckt. Einzigartig ist das Gürtelblech aus Bronze, auf dem eine schwer deutbare Darstellung eingraviert ist.
Im gleichen Jahr wurde auf der Mittelgebirgsterrasse, nicht weit vom Dorf, eine ganze Reihe von Metallgegenständen entdeckt. Es handelte sich größtenteils um Eisenwaffen, wie Lanzenspitzen, Beile und Schwerter sowie Fibeln aus der Latènezeit. Die Brandpatina auf den Objekten zeigte, dass sie vor der Deponierung dem Feuer ausgesetzt waren. Da keinerlei Hinweise auf Brandbestattungen vorliegen, besteht der Verdacht, dass die Waffen einst zu einem Brandopferplatz gehörten. Unter den Eisenwaffen fanden sich auch mehrere Fragmente „keltischer“ Eisenhelme mit Scheitelknauf und Nackenschutz.
Schon früher, im Jahre 1870, wurden im Aldranser Dorfgebiet römische Münzen gefunden. Großes Aufsehen erregte aber 1991 der Fund des Goldmünzenschatzes von Aldrans.
Später, im Jahre 1950, wurde am Südwestende des Dorfes ein Stück einer alten Geleisestraße freigelegt. Es handelt sich um einen römerzeitlichen oder mittelalterlichen Fernverkehrsweg, ähnlich der heutigen Ellbögener Straße.
Beim Straßenbau Aldrans-Ambras im Jahre 1884 hat man eine Kanonenkugel aus den Tiroler Freiheitskämpfen von 1809 gefunden. Sie war an der straßenseitigen Hausmauer des Frühen Adelhofes eingemauert.